# Prehistòria del grec

Famós començament de la Ilíada d'Homer en què es canta la còlera d'Aquil·les, fill de Peleu

La prehistòria del grec es refereix al període transcorregut entre els inicis de la diferenciació del protoindoeuropeu fins als primers testimoniatges escrits en grec antic; la darrera fase de la prehistòria del grec coincideix amb el procés d'hel·lenització de Grècia.

## De les estepes d'Àsia a Grècia
Dins de la cultura occidental la llengua grega ha tingut un impacte cultural molt considerable: ha arribat a ser la principal font de neologismes en lèxic. Des del punt de vista històric i filogenètic el grec clàssic i les altres formes de grec són llengües indoeuropees resultat de l'evolució a partir del protoindoeuropeu o, millor dit, del complex de llengües indoeuropees que des del V mil·lenni ae van dur pobles seminòmades a Europa (probablement procedents de les planes que s'estenen dels Urals al Tian Shan, que tanquen el pas al Xinjiang i la Mongòlia interior (hui dins de la Xina).
Les dates són discutides, però sembla clar que cap al 3500 ae uns pobles de parla indoeuropea colonitzaren els Balcans; s'accepta, doncs, que la colonització de Grècia pels pobles hel·lènics degué començar cap al 2000 ae, des del nord de la península grega cap al sud i per l'estret del Bòsfor. Es conjectura que altres grups que giraren al sud haurien seguit una ruta vorejant el Caucas cap a Anatòlia, i després cap a l'Iran i l'Índia. Unes altres encara s'haurien dirigit cap a l'est, a l'altre costat del Tian Shan, a la depressió del Turpan, en l'actual Xinjiang, on posteriorment va nàixer el tokhari.

### El lèxic cultural heretat
El grec es considera una llengua raonablement conservadora en certs aspectes, com ara el sistema vocàlic, idèntic al reconstruït per al protoindoeuropeu. Per això el grec és important per reconstruir les laringals de l'indoeuropeu o el sistema d'apofonia. En gramàtica s'observen característiques comunes a l'indoiranià i a l'armeni, que probablement són innovacions i no es remunten al protoindoeuropeu.
Suposadament les llengües gregues van heretar la major part del vocabulari cultural de formes lèxiques que reflecteixen adequadament el tipus de cultura indoeuropea reconstruïda a partir d'evidències lingüístiques. Entre el vocabulari grec que reflecteix aspectes culturals suposadament heretats dels protoindoeuropeus hi ha:
el nom de la ciutat fortificada (πόλις),
els de l'organització social i familiar:
(γένος ‘família’,
πότις ‘senyor, marit’,
πότνια ‘la del marit, esposa’,
πατήρ ‘pare’ i diversos altres noms familiars més:
els noms de la casa (δόμος),
la llar (ἑστία)
les arts del treball del fang, la fusta, el vestit, el teixit, etc. (τεῖχος, τέκτων, ἐσθής, etc.):
verbs com coure (πέσσω),
llaurar (ἀρόω, cf. ἄροτρον ‘llaurat’),
teixir (νέω),
munyir (ἀμέλγω).
També els noms del déu del cel (Ζεύς), els animals domèstics (ταῦρος, βοῦς, σῦς, ὄις, κύων, etc.), l'ordi (ζειαί) i
la 'mel' (μέλι). I els dels mitjans de transport i guerra (ἵππος ‘cavall', κύκλος ‘roda’, ὄχος ‘carro’).
Algunes paraules indoeuropees que entraren en el grec, per exemple ‘toro’, ‘lleó’ (λέων), ‘vi’ (οἶνος), potser fins i tot ‘cavall' són, probablement, «paraules viatgeres» que l'indoeuropeu o el grec prengueren de complexos culturals del'Orient Mitjà. Se'n troben paral·lels en llengües no indoeuropees (sumeri, semític, etc.). Des del punt de vista del grec són, ja, paraules indoeuropees.
Pot succeir, però, que les circumstàncies culturals canvien i les paraules continuen existint però amb un altre significat. El ἀρχιτέκτων pot construir ja en pedra i no sols en fusta, el τεῖχος pot no ser ja de fang, el χαλκεύς ‘broncista’ passa a ser ‘ferrer’, el φρατήρ és ara ‘membre de la fratria’ i l'antic ‘germà de mare’ (ἀδελφός) passa a ser simplement ‘germà’. Si *bhāgós era ‘faig’, va haver-hi un canvi de sentit quan va passar a ser φηγός ‘roure, alzina’. Χόρτος és ja simplement ‘hort’ i no té res a veure amb ‘pati, corral'.
D'altra banda, no s'ha de considerar l'indoeuropeu com una unitat. Culturalment, sembla clar que si la domesticació del cavall i l'ús del carro pesat de transport són molt antics, el carro lleuger de guerra, tirat per dos cavalls, és probablement recent, de cap a la meitat del segon mil·lenni; i igual el fet de cavalcar. D'altra banda, certs termes culturals (per exemple, el nom de la ‘fortalesa’ o el del ‘bronze’) semblen ser dialectals en indoeuropeu. També els termes grecs poden diferir de dialecte a dialecte.

### Aspectes materials
De la mateixa manera que succeeix amb part del lèxic i la fonologia, diversos autors consideren que la cultura de l'Antiga Grècia reté molts trets de la cultura indoeuropea, i això es reflectiria en el lèxic grec. Si la llengua grega és la continuació del protoindoeuropeu, més exactament d'algun dels seus dialectes, la cultura grega és continuació de la cultura protoindoeuropea o d'una determinada fase temporal i local seua: la major part del lèxic grec continua el lèxic protoindoeuropeu, encara que també és cert que en grec no escassegen les petjades de llengües preindoeuropees.
Es pot conjecturar sobre la cultura indoeuropea mitjançant la paleontologia lingüística, i també, per l'arqueologia, tractar d'identificar-la amb alguna cultura materialment testimoniada. L'anàlisi del lèxic permet conjecturar sobre les institucions dels diversos pobles indoeuropeus (el grec n'és un). La paleontologia lingüística comença amb Alvin Boyd Kuhn a mitjan s. XIX i els seus resultats darrers poden veure's en el llibre citat de Th. V. Gamkrelidze i V. V. Ivanov. Segons la majoria d'autors, els indoeuropeus haurien estat un poble nòmada, que viatjava amb carros tirats per cavalls i s'assentava en llocs fortificats. Alguns pressuposen que aquestes dues últimes característiques suggereixen que s'hauria @tratar un poble guerrer que s'hauria expandit bàsicament mitjançant la conquesta, encara que autors com Renfrew han argumentat en favor d'una difusió agrícola relativament lenta i pacífica.
Des del punt de vista material els pobles indoeuropeus haurien format cultures neolítiques i coneixien algun tipus de metall com el bronze, elaboraven terrissa, treballs de fusta i teixits. Entre els noms testimoniats d'animals hi ha el toro i la vaca, l'ovella, el porc i el gos, que presumiblement hauria domesticat; i se suposa haurien conreat ordi.
La seua organització social estava basada en la família patriarcal, que s'unia a altres de més primàries dins de fratries i tribus que de vegades es coaligaven sota el govern d'un rei amb poders militars, religiosos i judicials, però limitats per una assemblea de guerrers. Sabem que en la seua religió adoraven el déu del dia *Dyēus, li feien sacrificis i libacions; i conreaven poesia oral, èpica i lírica.
No es tracta, però, solament de lèxic. Hui s'està d'acord que la poesia grega primera, èpica sobretot però també lírica, continuava l'estil de la poesia oral indoeuropea amb les seues fórmules, els seus símils, les seues màximes o γνῶμαι, fins i tot la seua mètrica.

## Els dialectes indoeuropeus
Tradicionalment les llengües gregues s'havien considerat el resultat de la diversificació d'un hipotètic protogrec, al seu torn derivat del protoindoeuropeu unitari en què es basava la reconstrucció tradicional de Brugmann, anomenada brugmanniana. Aquest simple model de diversificació, però, s'ha qüestionat, i alguns lingüistes assenyalen que mai va existir un únic indoeuropeu, sinó que com en tota llengua natural hi ha varietats esglaonades cronològicament i dividides en dialectes. Fins i tot es discuteix la realitat d'un protogrec quasi totalment homogeni.
En realitat, la idea d'un esglaonament temporal de l'indoeuropeu no és nova. Ja Meillet, Hirt, Specht i Benveniste, entre d'altres, n'especulaven, per exemple, sobre l'evolució de les arrels o el caràcter recent del femení o l'aorist o la declinació temàtica; o, més enrere encara, sobre un original indoeuropeu no flexional, del qual queden petjades en els temes purs, els primers termes dels composts i en certs adverbis. Altres teories buscaven petjades d'aglutinació o d'adaptació en l'origen de certes formes flexionades, però es va seguir reconstruint un sol indoeuropeu.
El problema es va fer agreujar quan es desxifrà l'hitita i després altres llengües anatòliques. En molts aspectes aquestes llengües difereixen d'aquest indoeuropeu reconstruït, i en desafien, doncs, la reconstrucció tradicional. Per conciliar aquestes diferències tipològiques entre la reconstrucció brugmanniana i les llengües anatòliques, Sturtevant proposà la seua tesi de l'«indohitita» (1986, 1968, etc.): hitita i indoeuropeu serien dues branques diferents d'aquest antic «indohitita». Però no hi havia un plantejament que assenyalara una diferència diacrònica entre les dues branques, i la seua hipòtesi no trobà ressò. Es va imaginar, en general, que si l'hitita no tenia certes categories com el gènere masculí i femení, l'aorist, el subjuntiu o el perfet, és que les havia «perdudes». Una sèrie d'arcaismes fonètics i morfològics de l'anatòlic, però, s'hi havien ignorat, per la qual cosa a partir de 1962 F. R. Adrados plantejà en el seu article «Hettitisch und Indogermanisch» la qüestió en altres termes: l'hitita procedeix d'un graó de l'indoeuropeu en què encara no s'havien creat l'oposició de gènere masculí-femení-neutre, ni els graus de comparació de l'adjectiu, ni la combinació de diversos temes (present, aorist, perfet i futur; indicatiu, subjuntiu i optatiu) en el verb. La flexió nominal i verbal era monotemàtica: amb ajuda de desinències (inclosa la 0), es deduïen les flexions nominals (incloses les adjectivals i pronominals) i les verbals.
Aquest indoeuropeu monotemàtic (IE II) és un esglaó previ al politemàtic (IE III), que és el de la reconstrucció tradicional. Per descomptat, conté alguns arcaismes més: des de les laringals, la falta de quantitat de les vocals o la freqüent identitat de singular i plural fora del nominatiu i acusatiu; i de nominatiu i genitiu singular en els noms temàtics, fins a certs trets del sistema desinencial. El IE politemàtic o III conté, a més del politematisme, diverses innovacions més, tot i que a voltes alguns arcaismes de l'hitita es troben, com a tals, en el IE politemàtic.
Una altra proposta és que la branca de l'anatòlic, representant del IE II, es va separar de la resta del IE; vorejant el Caucas va passar a Àsia Menor i fou immune a les innovacions de la resta del IE, al nord del Caucas (el IE III). Això coincideix amb el fet que els més antics texts del grec i l'indoiranià siguen del s. XV ae i els de l'hitita, del s. XX ae. Però no n'és l'argument decisiu, sinó el lingüístic.
L'estudi del IE II i el seu derivat anatòlic no interessa directament en aquest context: és clar que el grec i les altres llengües considerades en la reconstrucció tradicional procedeixen del IE III, el politemàtic, el que es va difondre des de l'any 2000 per Grècia, Iran i l'Índia (el A), i després per Europa i la vall del Tarim (el B). Segurament aquest tipus d'indoeuropeu es degué formar durant el tercer mil·lenni ae: Adrados identifica la seua expansió amb l'onada III de Gimbutas, cap al 2300 ae. Això no vol dir que no n'hi arribaren onades anteriors: a aquestes cal atribuir restes indoeuropees pregregues i pregermàniques.
Per a l'originalitat del IE III, els arguments lingüístics, tan descurats pels arqueòlegs, són decisius. Se centren en les innovacions i eleccions, encara que, per descomptat, queden ací o allà arcaismes idèntics als del IE II: restes de les laringals, ocasional identitat de nominatiu i genitiu, flexió heteroclítica, verbs conjugats per un sol tema (com εἰμί en gr.), falta de subjuntiu (en bàltic i eslau), etc.
Hi ha, fins i tot, arcaismes que l'anatòlic va perdre (distinció dels temes nominals en -o i -ā, 1.a sg. en -ō sense desinència, etc.). També són notables les eleccions: N. pl. en -ōs i no en -és, 1.a sg. med. en -(m) ai i no en -a, etc.

## El grec dins de l'indoeuropeu
Tot això és insuficient per establir la genealogia del grec: fer-ho descendir del IE III no aporta innovació sobre els plantejaments tradicionals que el feien descendir simplement de l'indoeuropeu. Únicament s'ha assenyalat que aquest IE III és una fase recent de l'indoeuropeu. Adrados va proposar l'existència d'un dialecte de l'indoeuropeu com a base del grec, indoiranià i armeni (també, sens dubte, del frigi). És el que anomenà ΙΕ IIΙΑ ο indogrec.
Al seu davant, llengües testimoniades en data més recent i més a l'oest, europees (bàltic, eslau, germà, llatí, itàlic, cèltic), i a l'est (el tokhari), representarien un ΙΕ ΙΙΙΒ, fonamentalment innovador: reducció del sistema verbal a dos temes (a part del futur), confluint en el segon l'impf., aor. i perf.
Aquesta és la divisió fonamental: l'antiga en llengües centum / satəm es refereix a un fenomen fonètic més recent que s'entrecreua amb l'escissió IE IIIA/B i amb altres trets. Una altra innovació del Β és l'ús freqüent de temes verbals en -ē i -ā. D'altra banda, no s'exclou que dins del grup Β queden trets arcaïtzants, com la desinència -r en lat., itàl., celt. i tok., la falta d'oposició act. / med., de subj. i perf. en bàlt. i esl., l'ocasional monotematisme en esl., etc.
Naturalment, no s'exclou l'existència d'arcaismes en un i altre grup: el B, a part dels esmentats, conserva la flexió verbal semitemàtica, l'A conserva millor el sentit de l'arrel i la derivació de temes directament a partir d'aquesta (per aquest motiu a un present poden correspondre diversos aorists i viceversa); conserva l'oposició del present i imperfet marcada només per les desinències; i la riquesa del sistema de derivació i composició. Hi ha, d'altra banda, innovacions i arcaismes propis de les diferents llengües.
La qüestió fonamental és l'existència d'innovacions comunes en aquest grup A: així, el relatiu jo-, l'augment verbal (també en armeni), l'eliminació de la flexió semitemàtica, la creació del perf. med. i del plusq., l'adscripció de modes i participis en els diferents temes verbals, l'oposició d'un tema duratiu *bhére/o- i un de puntual *tudé/o-, el futur en -s- (també en bàltic), la tendència (culminada en i.-i.) a establir quatre sèries completes de desinències (amb desaparició, tret dels temàtics, de l'ús del tema pur), la pèrdua també (tret d'excepcions en i.-i.) de la des. -r, la falta de temes verbals composts (excepte gr. -θη) i dels en -ē i -ā (excepte gr. -η), etc.
D'altra banda, el grec innova de vegades enfront del sànscrit: així en l'adscripció d'un infinitiu a cada tema verbal i en la gairebé demolició del complicat sistema de temes de present derivats d'una mateixa arrel.
De tota manera, amb totes les seues innovacions, el dialecte IIΙΑ és fonamentalment arcaic, en conservar els quatre temes verbals de present, aorist, perfet i futur. Això coincideix amb la seua més antiga difusió. Ha produït llengües amb una localització meridional i continuada: s'estengueren del Turquestan al nord de la mar Negra als Balcans; després baixaren a l'Iran i l'Índia, Grècia i Àsia Menor. Adrados ha proposat que es tractava d'una horda (o hordes) meridional, que entrà a Europa pel sud dels Carpats; i que avançà cap a l'oest en data més primerenca que la de les hordes que penetraren pel nord dels Carpats i van crear les llengües europees de tipus IIIB.
Sens dubte hi hagué contactes entre ells abans de dissoldre's la continuïtat de les llengües, encara a la plana russa o europea. De vegades tota la branca A o una part en coincideix amb la B.
La satemització de certes llengües d'un i altre grup, la coincidència en la confusió de vocals, etc., en són bones proves. I parlant de la morfologia, citem, per exemple, que el sufix de superlatiu -isto- està en gr., i.-i. i germ.; la desinència causal -bhi, pròpia del grup A, està també en lat., celt., etc.; hi ha concordances en els pronoms personals (G. de 1.ers. av. mana,. mene, lit. mané, Ac. ai. mām, aesl. mę), en la negació prohibitiva mē (en i.-i., gr., arm. i alb.), en el futur en -s (gr., i.-i., bált), en els participis en -lo (arm. i esl.), en la difusió de temes verbals en -ē (gr., arm., tok., etc.), en la creació d'una flexió completa (però no en i.-i.) per denominatius i deverbatius, en el N. pl. en -oi en els noms temàtics (en gr., lat., aesl., germ., part del celta), en el dual (gr., i.-i., baltoesl. i en part del germ.), etc.
Aquestes són innovacions o eleccions, però també hi ha arcaismes: així considerem el sistema nominal de cinc casos, amb una forma única de D.-L.-I (en gr., germ. i celt.), altres ho consideren una innovació. I la flexió heteroclítica, de les quals hi ha petjades en lat.
Tot això ens prepara per considerar els fets del grec: no sols continua al ΙΕ IIΙΑ, que de vegades no és unitari, també pot anar amb tal o tal llengua del IIIB. Això, a part de la seua diferenciació dins del propi grup IIIA. Es pensa que, anant al capdavant de les hordes del IE IIIA, tingué un contacte principal amb la rereguarda de les hordes del IIIB, sobretot el bàltic i l'eslau: això es veu pels trets comuns.

## Evolució del grec històric
La prehistòria de l'idioma grec acaba amb els primers registres documentats de la llengua, que són els que es corresponen amb el grec micènic, escrits en lineal B. Després del període micènic van aparèixer en alguns llocs de l'antiga Grècia inscripcions en diverses variants d'alfabet grec que mostren una important diversitat dialectal, que es coneixen com a dialectes del grec antic, nom una mica confús, perquè no són dialectes geogràfics d'una mateixa llengua en el sentit convencional sinó evolucions independents i, per tant, pròpiament són diferenta llengües gregues, amb diferents graus d'intel·ligibilitat mútua, encara que lingüísticament properes. Després d'aquest període el prestigi del grec àtic d'Atenes feu que aquesta varietat s'estengués a costa d'altres varietats. El grec àtic d'Atenes amb certs elements d'altres dialectes coincideix amb el que es coneix com a grec clàssic. Posteriorment aquesta llengua evolucionà i donà pas al grec hel·lenístic comú o [he dialectós] koiné.